# Die Wache zieht auf
Die Wache zieht auf je německý němý film z roku 1896. Režisérem je Max Skladanowsky (1863–1939). V Deutsche Kinemathek se nachází 35mm kopie.

## Děj
Film zachycuje pochod stráží kolem Berlínské státní opery, kterému s velkou účastí a nadšením přihlíží obyvatelé Berlína.